# Aporobopyrus dollfusi
Aporobopyrus dollfusi är en kräftdjursart som beskrevs av M. Bourdon 1980. Aporobopyrus dollfusi ingår i släktet Aporobopyrus och familjen Bopyridae. Inga underarter finns listade i Catalogue of Life.